# Harvey Pulford

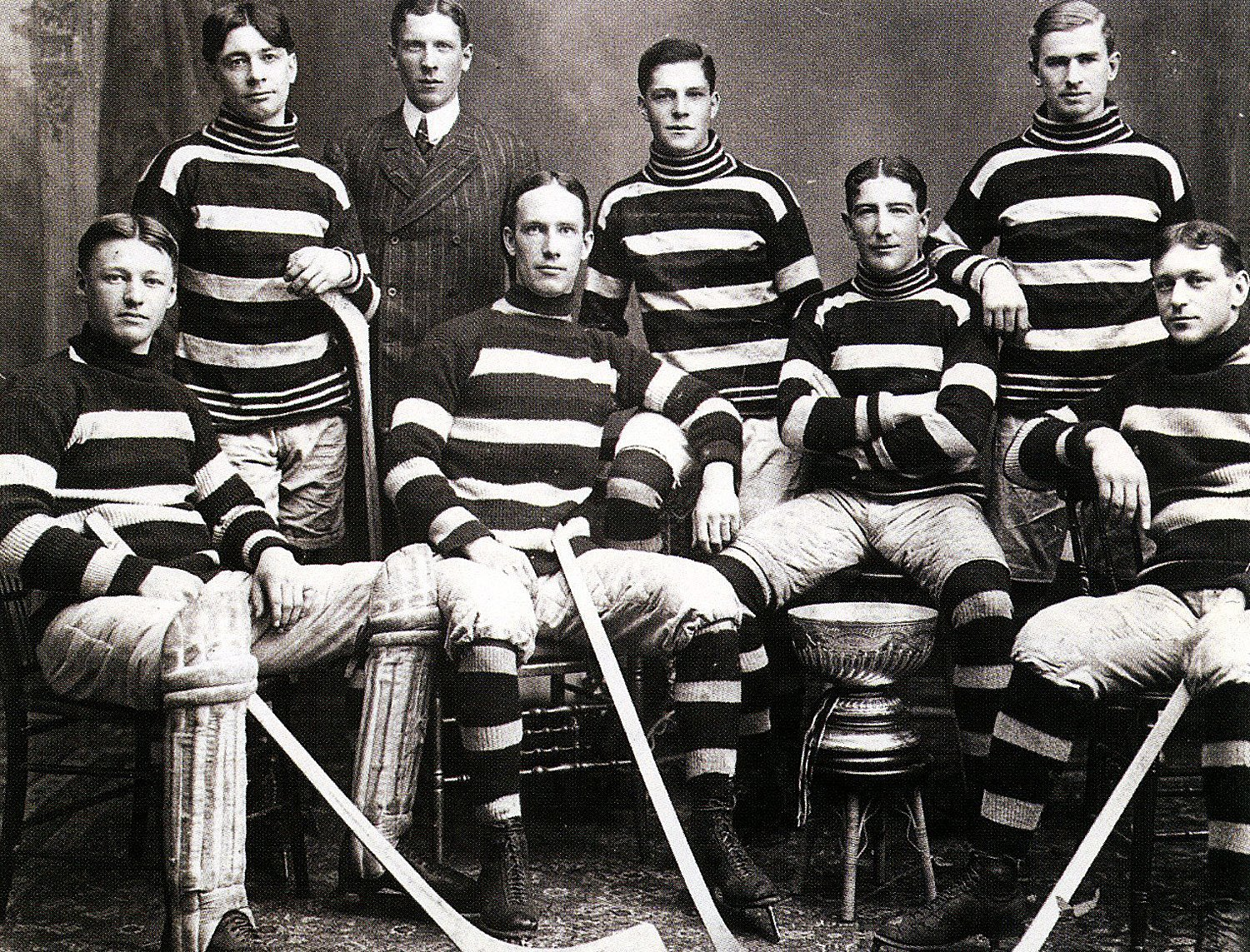
Harvey Pulford, fyra från vänster, med Ottawa Hockey Club och Stanley Cup 1905.

Ernest Harvey Pulford, född 22 april 1875 i Toronto, död 31 oktober 1940 i Ottawa, var en kanadensisk ishockeyspelare och multiidrottare.

## Karriär
Harvey Pulford, som var back till positionen, inledde ishockeykarriären med Ottawa Hockey Club i Amateur Hockey Association of Canada 1893 och representerade även klubben i Canadian Amateur Hockey League, Federal Amateur Hockey League och Eastern Canada Amateur Hockey Association fram till och med 1908. Han var lagkapten för Ottawa Hockey Club då klubben vann tre raka Stanley Cup åren 1903–1905. Pulford var en storvuxen spelare för sin era och var duktig på att neutralisera motståndarna genom fysiskt spel.
1945 valdes Pulford postumt in i Hockey Hall of Fame, tillsammans med bland annat lagkamraten från Ottawa Hockey Club Frank McGee, som en av de nio första spelarna.
Förutom ishockey var Pulford även aktiv inom en rad andra sporter som rodd, lacrosse och kanadensisk fotboll.

## Statistik
CAHL = Canadian Amateur Hockey League, FAHL = Federal Amateur Hockey League, ECAHA = Eastern Canada Amateur Hockey Association
| 1893–94            | Ottawa Hockey Club | AHAC               | 6  | 0 | 0 | 0 | —  | 1  | 0 | 0 | 0 | —  |
| 1894–95            | Ottawa Hockey Club | AHAC               | 7  | 0 | 0 | 0 | —  | —  | — | — | — | —  |
| 1895–96            | Ottawa Hockey Club | AHAC               | 8  | 0 | 0 | 0 | —  | —  | — | — | — | —  |
| 1896–97            | Ottawa Hockey Club | AHAC               | 8  | 0 | 0 | 0 | —  | —  | — | — | — | —  |
| 1897–98            | Ottawa Hockey Club | AHAC               | 7  | 0 | 0 | 0 | —  | —  | — | — | — | —  |
| 1899               | Ottawa Hockey Club | CAHL               | 5  | 0 | 0 | 0 | —  | —  | — | — | — | —  |
| 1900               | Ottawa Hockey Club | CAHL               | 6  | 1 | 0 | 1 | —  | —  | — | — | — | —  |
| 1899–00            | Ottawa Aberdeens   | CAHL-I             | 1  | 0 | 0 | 0 | —  | —  | — | — | — | —  |
| 1901               | Ottawa Hockey Club | CAHL               | 5  | 0 | 0 | 0 | —  | —  | — | — | — | —  |
| 1903               | Ottawa Hockey Club | CAHL               | 7  | 0 | 0 | 0 | 15 | 2  | 0 | 0 | 0 | —  |
|                    |                    | Stanley Cup        | —  | — | — | — | —  | 2  | 0 | 0 | 0 | 9  |
| 1904               | Ottawa Hockey Club | CAHL               | 2  | 0 | 0 | 0 | 3  | —  | — | — | — | —  |
|                    |                    | Stanley Cup        | —  | — | — | — | —  | 7  | 1 | 0 | 1 | 12 |
| 1904–05            | Ottawa Hockey Club | FAHL               | 6  | 1 | 0 | 1 | 6  | —  | — | — | — | —  |
|                    |                    | Stanley Cup        | —  | — | — | — | —  | 4  | 0 | 0 | 0 | 6  |
| 1906               | Ottawa Hockey Club | ECAHA              | 10 | 3 | 0 | 3 | 27 | 2  | 0 | 0 | 0 | —  |
|                    |                    | Stanley Cup        | —  | — | — | — | —  | 4  | 1 | 0 | 1 | 36 |
| 1907               | Ottawa Hockey Club | ECAHA              | 10 | 0 | 0 | 0 | 31 | —  | — | — | — | —  |
| 1907–08            | Ottawa Hockey Club | ECAHA              | 9  | 1 | 0 | 1 | 32 | —  | — | — | — | —  |
| AHAC totalt        | AHAC totalt        | AHAC totalt        | 36 | 0 | 0 | 0 | —  | 1  | 0 | 0 | 0 | —  |
| CAHL totalt        | CAHL totalt        | CAHL totalt        | 25 | 1 | 0 | 1 | 18 | 2  | 0 | 0 | 0 | —  |
| FAHL totalt        | FAHL totalt        | FAHL totalt        | 6  | 1 | 0 | 1 | 6  | —  | — | — | — | —  |
| ECAHA totalt       | ECAHA totalt       | ECAHA totalt       | 29 | 4 | 0 | 4 | 90 | 2  | 0 | 0 | 0 | —  |
| Stanley Cup totalt | Stanley Cup totalt | Stanley Cup totalt | —  | — | — | — | —  | 17 | 2 | 0 | 2 | 63 |